# Eleccions legislatives belgues de 1954
Les Eleccions legislatives belgues de 1954 es van celebrar l'11 d'abril de 1954 per a renovar els 212 membres de la Cambra de Representants Els socialcristians foren el partit més votat, però es formà un govern de coalició entre liberals i socialistes presidit pel socialista Achille van Acker.

## Resultats a la Cambra de Representants
|                | CVP/Partit Social Cristià              | 2.123.408 |  | 41,15   |  | 95  | -13 |
|                | Parti Socialiste-Socislistische Partij | 1.927.015 |  | 37,34   |  | 86  | +9  |
|                | Liberale Partij-Parti Libéral          | 626.983   |  | 12,15   |  | 25  | +4  |
|                | Partit Comunista de Bèlgica            | 184.108   |  | 3,47    |  | 4   | -3  |
|                | Christelije Vlaanderen Volksunie       | 113.632   |  | 2,2     |  | 1   | +1  |
|                | Rassemblement Social-Chrétien          | 44.796    |  | 0,87    |  | 1   |     |
|                | Cartell liberal-socialista             | 109.982   |  | 2,13    |  |     |     |
|                | Altres                                 | 30.562    |  | 0,59    |  |     |     |
| Total          | Total                                  |           |  | 100,00% |  | 212 |     |
| Font: Cevipol. |                                        |           |  |         |  |     |     |